# Waldemar Pawlak

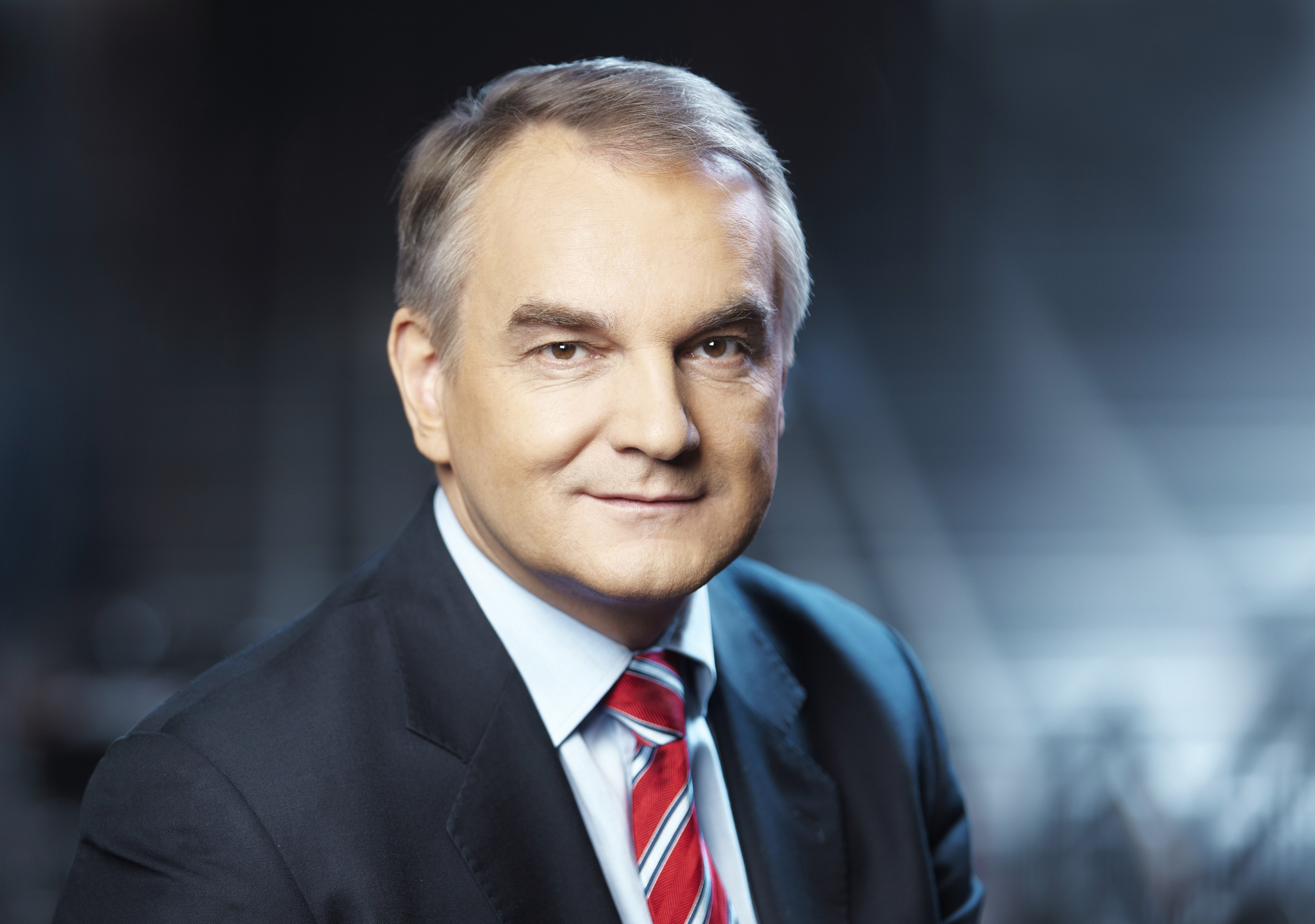
Waldemar Pawlak.

Waldemar Pawlak, född 5 september 1959 i Model, är en polsk politiker och landets vice premiärminister sedan 2007. Han har tidigare varit landets premiärminister mellan 1993 och 1995, och innan dess en kort tid under 1992. Han var partiledare för Polska folkpartiet 1991-1997 och 2005-2012. Kandidat i polska presidentvalet 1995 och 2010.